# Episodi di Touching Evil (serie televisiva 1997) (seconda stagione)
La seconda stagione della serie televisiva Touching Evil, composta da 6 episodi, è stata trasmessa in prima visione nel Regno Unito su ITV dal 29 aprile al 3 maggio 1998.
In Italia è inedita.
| nº | Titolo originale           | Titolo italiano | Prima TV UK    | Prima TV Italia |
| -- | -------------------------- | --------------- | -------------- | --------------- |
| 1  | Scalping: Part 1           |                 | 29 aprile 1998 |                 |
| 2  | Scalping: Part 2           |                 | 30 aprile 1998 |                 |
| 3  | War Relief: Part 1         |                 | 7 maggio 1998  |                 |
| 4  | War Relief: Part 2         |                 | 14 maggio 1998 |                 |
| 5  | What Price a Child: Part 1 |                 | 21 maggio 1998 |                 |
| 6  | What Price a Child: Part 2 |                 | 28 maggio 1998 |                 |

## Scalping: Part 1
- Diretto da: Sheree Folkson
- Scritto da: Mike Cullen

## Scalping: Part 2
- Diretto da: Sheree Folkson
- Scritto da: Mike Cullen

## War Relief: Part 1
- Diretto da: Rachel Talalay
- Scritto da: Siân Orrells

## War Relief: Part 2
- Diretto da: Rachel Talalay
- Scritto da: Siân Orrells

## What Price a Child: Part 1
- Diretto da: Alex Pillai
- Scritto da: Mike Cullen

## What Price a Child: Part 2
- Diretto da: Alex Pillai
- Scritto da: Mike Cullen